# Trusted Site Infrastructure
Trusted Site Infrastructure (TSI) ist eine Methodik der TÜV NORD CERT GmbH (ein Unternehmen der TÜV NORD GROUP) zur Evaluierung und Zertifizierung von kritischen Infrastrukturen, speziell IT-Infrastrukturen wie Serverräume oder Rechenzentren. Auf Grundlage dieser Methodik bietet TÜV NORD Dienstleistungen an, die von Konzipierung über die Planungsphase, den Bau sowie die Inbetriebsetzung und den Regelbetrieb der kritischen Infrastrukturen reichen. 

## Geschichte
TSI wurde 2002 erstmals angewandt. Bei der Evaluierung werden die physischen Infrastrukturen eines Rechenzentrums (Standort, Baukonstruktion, Sicherheitstechnik, Telekommunikationsverkabelung, Energieversorgung und Kältetechnik) als auch der organisatorischen Prozesse des Betreibers sowie (optional) die Energieeffizienz bewertet. Mit der Evaluierung bzw. Zertifizierung können Eigentümer und Betreiber ihre Sicherheitskonzepte und Umsetzungen zur Verfügbarkeit ihrer Infrastrukturen gegenüber Dritten (Kunden, Versicherungen, Aufsichtsbehörden, Wirtschaftsprüfern etc.) nachweisen. Sie profitieren zudem von der Prüfung durch Dritte, bei der Schwachstellen bei der Sicherheit oder Verfügbarkeit aufgedeckt und dokumentiert werden können. Errichter (wie z. B. Generalübernehmer/Generalunternehmer, aber auch Planer von IT-Infrastrukturen) können mit der Prüfung zudem gegenüber ihren Auftraggebern die Zielerreichung bei der Sicherheit und Verfügbarkeit nachweisen.

## Grundlagen und Historie
Der TSI.STANDARD-Kriterienkatalog basiert auf zahlreichen Normen und Standards aus den Teilgewerken (VDE-, DIN-, EN-, VDI-, VdS-, ISO/IEC-Normen etc.) sowie anderen einschlägigen Branchenstandards (BSI IT-Grundschutz, BSI-Hochverfügbarkeitskompendium). Grundkonzepte zur Auslegung von Infrastrukturen sind vergleichbar mit den Konzepten aus TIA-942, BICSI oder dem TIER-Standard des Uptime Institutes. Auch die Infrastrukturanforderungen aus neueren Standards wie z. B. dem BSI C5 (Cloud Computing Compliance Criteria Catalogue) werden abgedeckt. Ergänzend sind im Katalog so genannte "Best Practices" hinterlegt. Der Kriterienkatalog wird stetig weiterentwickelt und hält so den Stand der Technik und Normung nach.
Ab der Katalogversion 4.0 (2016) ist die europäische Rechenzentrumsnorm EN 50600 in den Kriterienkatalog integriert und so kann neben der Erfüllung der TSI-Kriterien auch die Einhaltung der EN 50600-Anforderungen geprüft und bestätigt werden. Ergänzend kam in der Version V4.3 (2021) auch die (optionale) Prüfung des energieeffizienten Betriebs hinzu.
Die Katalogversion V4.5 (2023) umfasst ergänzend auch die Anforderungen der zum Redaktionsschluss veröffentlichten Teile der internationalen Rechenzentrumsnorm ISO/IEC 22237.
Der TSI.STANDARD-Kriterienkatalog hat sich im DACH-Raum längst zu einem De-Facto-Standard entwickelt und findet auch im internationalen Umfeld immer mehr Anerkennung. Bei Planungshäusern und Betreibern wird er für klare und kompakte Vorgaben geschätzt.
Seit Oktober 2017 gibt es TSI-Zertifizierung in zwei Varianten: TSI.STANDARD und TSI.EN50600.

## TSI.STANDARD
Der TSI.STANDARD ist die bewährte TSI-Zertifizierung seit 2002. Grundlage für die Untersuchung und Zertifizierung bildet ein regelmäßig aktualisierter Kriterienkatalog, welcher auf langjährige Erfahrungen in der Prüfung von Rechenzentren als auch auf Regelwerken und Normen aufbaut. Ein TSI-Zertifikat ist für zwei Jahre gültig. Nach Ablauf kann die Gültigkeit durch eine Re-Zertifizierung für weitere zwei Jahre verlängert werden.
Die Evaluierung erfolgt immer gegen eines von vier definierten "Leveln" (Prüfstufen mit unterschiedlichen Anforderungen), dessen Erreichung im Evaluierungsbericht und auf dem Zertifikat bescheinigt wird:
- Level 1 – mittlerer Schutzbedarf / mittlere Verfügbarkeit
- Level 2 – erweiterter Schutzbedarf / erweiterte Verfügbarkeit
- Level 3 – hoher Schutzbedarf / hohe Verfügbarkeit
- Level 4 – sehr hoher Schutzbedarf / Höchstverfügbarkeit

Bei einer Evaluierung mit dem TSI.STANDARD inkl. der EN 50600 (sowie soweit bisher anwendbar der ISO/IEC 22237) wird zudem auch die korrespondierende Verfügbarkeitsklasse sowie das in der Norm definierte "Niveau zur Befähigung zur Energieeffizienz" (Granularitätsniveau) und die realisierten Schutzklassen bewertet und ausgewiesen.
- Verfügbarkeitsklasse 1 - kann nicht geprüft werden, da Level 1 vom Konzept einen Serverraum betrachtet und kein vollständiges Gebäude (Abgrenzung zum Rechenzentrum)
- Verfügbarkeitsklasse 2 – erweiterter Schutzbedarf
- Verfügbarkeitsklasse 3 – hoher Schutzbedarf
- Verfügbarkeitsklasse 4 – sehr hoher Schutzbedarf

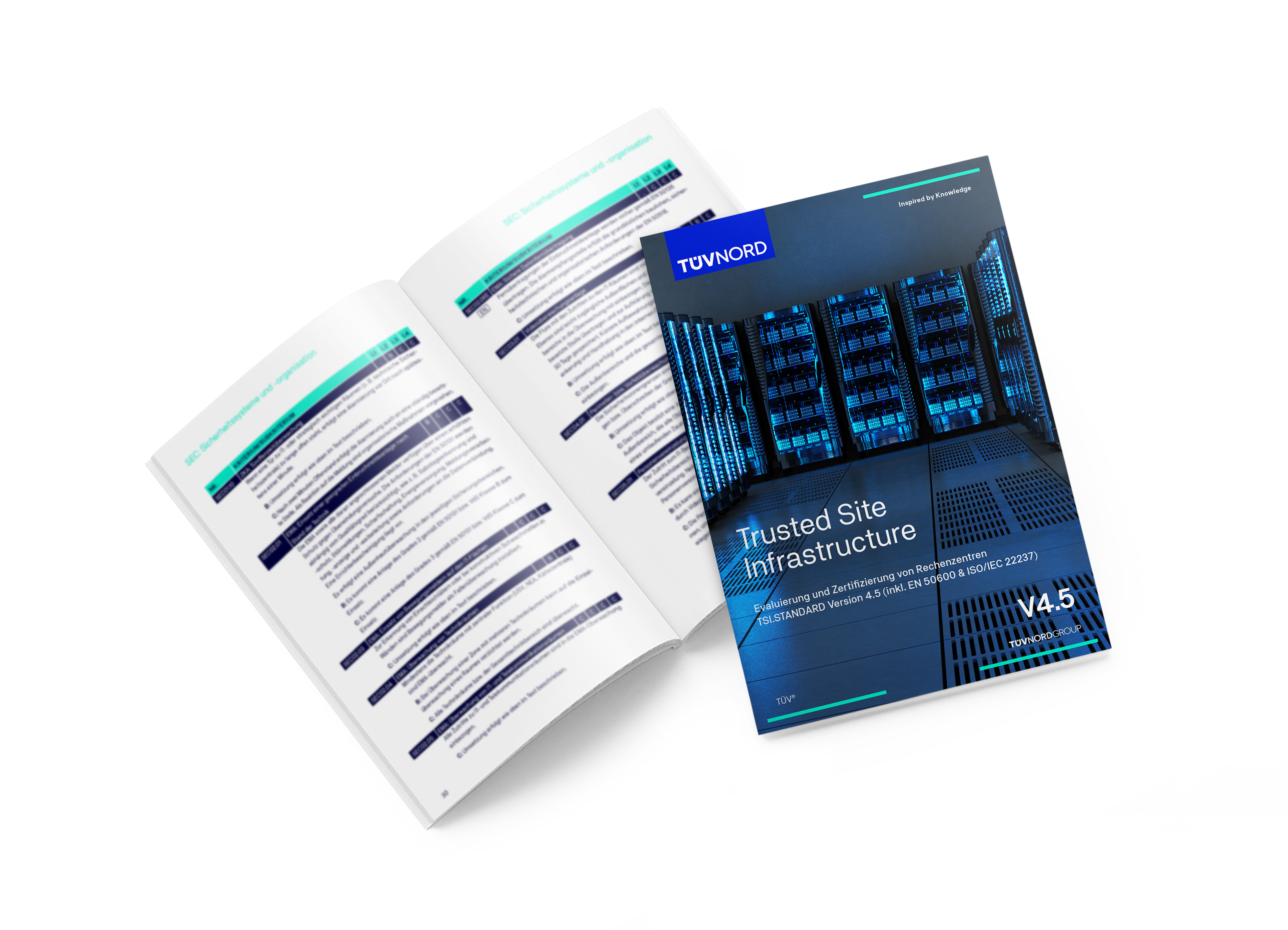
TSI.STANDARD V4.5

## Dual Site
Eine weitere Erhöhung der Verfügbarkeit kann durch zwei Rechenzentren in einem Verbundbetrieb erreicht werden. Eine grundlegende Voraussetzung hierbei ist, dass der IT-Betrieb vollständig gespiegelt wird, so dass bei Ausfall eines der beiden Rechenzentren das intakte Rechenzentrum den IT-Betrieb vollständig und unterbrechungsfrei weiterführen kann. Somit besteht die Möglichkeit, auch bei Schwachstellen bei einem oder beiden Rechenzentren eine höhere Gesamtverfügbarkeit im Verbund zu erreichen. Diese Einstufung erfolgt nach Prüfung zusätzlicher Kriterien gemäß TSI-Dual-Site-Level.
- Dual Site Level 2
- Dual Site Level 3
- Dual Site Level 4
- Dual Site Level 4 erweitert

Ein Dual Site Level 1 existiert nicht, da für beide Rechenzentren mindestens eine erfolgreiche Zertifizierung gemäß TSI-Level 1 vorausgesetzt wird. In diesem Fall könnte der Dual Site Level 2 erreicht werden.

## TSI.EN50600
Die Variante TSI.EN50600 (seit Oktober 2017) ermöglicht, die bekannte und bewährte Systematik des TSI-Kriterienkataloges zu nutzen und gleichzeitig eine Zertifizierung nach der Normreihe DIN EN 50600 zu erhalten.

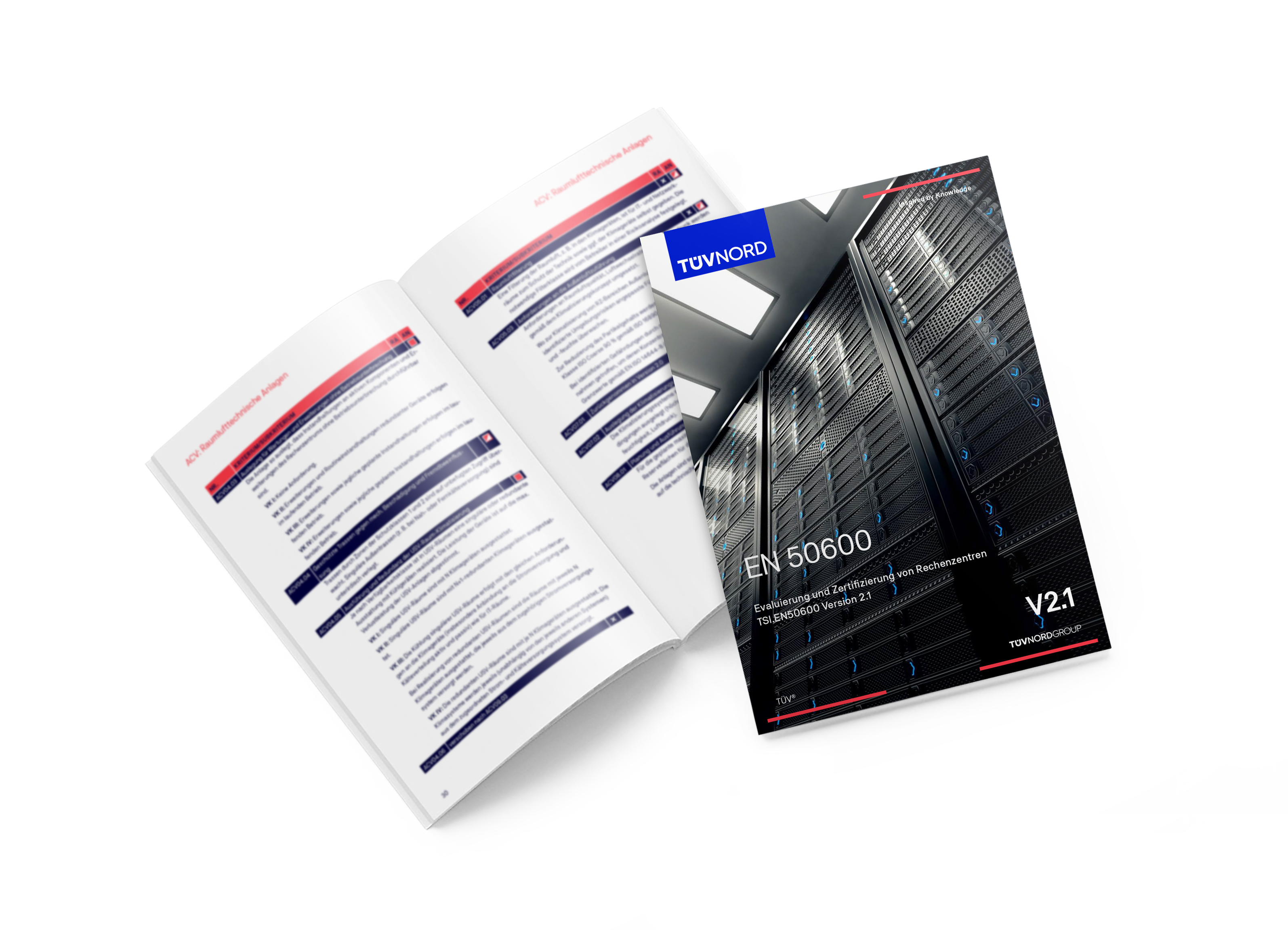
TSI.EN50600 V2.1

## EN 50600 ready
Die Methodik "EN 50600 ready" bietet die Möglichkeit, bei modularen Rechenzentren eine Vor-Evaluation auf ihre Konformität mit der EN 50600 vorzunehmen, dies geschieht unter Verwendung des TSI.EN50600-Kriterienkatalogs. Eine Vor-Evaluation bedeutet, dass alle durch den Errichter des Moduls erfüllbaren Anforderungen betrachtet und evaluiert werden. Weitere Anforderungen müssen jeweils zum Teil durch den Errichter und zum Teil durch den Kunden, von einem von beiden oder nur vom Kunden umgesetzt werden. Hierzu muss der Errichter dem Endkunden Hinweise geben, wie er für eine kriterienkonforme Umsetzung sorgen kann. Nach erfolgreicher EN-50600-ready-Zertifizierung kann der Endkunde ein vollwertiges EN-50600-Zertifikat erlangen, sofern er die ergänzende Evaluierung durchführen lässt.

## Abgrenzung TSI.STANDARD vs TSI.EN50600
Zunächst ist zu vermerken, dass die reine Anzahl an Anforderungen im TSI.EN50600 geringer ist als im TSI.STANDARD.
Für Planer und Betreiber ist darüber hinaus wichtig zu wissen, dass die Art der Bewertung einen zentralen Unterschied aufweist. TSI.STANDARD macht für jedes Kriterium diskrete Vorgaben, die zu erfüllen sind. Beim TSI.EN50600-Kriterienkatalog ist dies nur für einen Teil der Kriterien zutreffend. Für weitere Kriterien müssen vom Betreiber, Planer oder Eigentümer Risiko- und Bedarfsanalysen vorgenommen werden, um die Notwendigkeit bzw. den Verzicht auf bestimmte Komponenten bzw. Details ihrer Auslegung und Ausführung festzulegen. Die Prüfung erfolgt für diese "Kriterien gemäß Risikoanalyse" immer auch gegen die zuvor dort festgelegten Vorgaben. Diese Vorgehensweise spiegelt die zum Teil festen und die zum Teil variablen Vorgaben aus der Norm wider. Für Auftraggeber hat dies zwar den Vorteil, dass Verfügbarkeitsklassen mit geringerem finanziellen Aufwand erreicht werden können, allerdings muss ein erhöhter Aufwand für die Identifizierung des eigenen Bedarfs betrieben und dokumentiert werden.